# Kiyoshi Koishi
Kiyoshi Koishi (小石 清, Koishi Kiyoshi) (26 mars 1908-7 juillet 1957) est un des plus importants photographes japonais de la première moitié du XXe siècle.

## Biographie
Né à Osaka, au Japon, Kiyoshi Koishi est membre du club Naniwa Shashin (浪華写真倶楽部) (« club photographique de Naniwa ») en 1928.
En 1933, il publie la monographie Shoka Shinkei (初夏神経, « Nerfs du début de l'été), l'une des œuvres les plus importantes pour la photographie moderniste japonaise (Shinko Shashin (新兴 写真). Dans ce travail, il utilise de nombreuses techniques photographiques telles que photomontage et photogrammes et réussit à créer des images surréalistes.
À partir de 1938, il travaille pour le gouvernement japonais dans le magazine Shashin Shūhō (写真週報, « Photo Weekly ») et devient photographe de guerre au cours de la seconde guerre sino-japonaise. Il n'est alors par conséquent plus en mesure de produire des photos avant-gardistes.
Il continue à prendre de nombreuses photos après la Seconde Guerre mondiale, mais ne peut malheureusement laisser d'œuvres en raison de l'activité restreinte à cause de la guerre. En 1957, Koishi meurt d'une chute accidentelle sur le quai de la gare à Moji, préfecture de Fukuoka (à présent Moji-ku dans la ville de Kitakyūshū).

## Expositions au Japon
- 1988 : Kiyoshi Koishi et Naniwa Shashin Club au musée préfectoral d'Art de Hyōgo et au musée d'art contemporain de Seibu (西武百貨店コンテンポラリーアートギャラリー?).